# Ragdoll
Ragdoll este o rasă de pisici.

## Istoric
Primii pui Ragdoll s-au născut în California în anii 1960. Probabil că sunt rezultatul unei încrucișări între o femelă Persană albă și un mascul  Birmanez sau de tip Birmanez.
Când este ridicată în brațe pisica se relaxează complet și este la fel de moale ca o păpușă din cârpe (ragdoll, în engleză) de la care își ia și numele.